# Serica fusa
Serica fusa är en skalbaggsart som beskrevs av Brenske 1898. Serica fusa ingår i släktet Serica och familjen Melolonthidae. Inga underarter finns listade i Catalogue of Life.